# Asserbohus
Asserbohus blev bygget i 1933 som luksushotel af antikvitetshandler Henry Skånstrøm.
Bygningerne lå ikke langt fra den nordlige strand i Asserbo i Halsnæs Kommune. Hovedbygningen var på i alt 2.306 m².
Arkitektonisk var bygningen efter sin tid. De første bygninger er opført som bindingsværk, hvilket gjorde at bygningerne senere ikke blev fundet bevaringsværdige. For en stor dels vedkommende var Asserbohus bygget af genbrugsmaterialer, bl.a. stammede søjlerne i gildesalen fra et større sejlskib.
Fra 1957 til 1978 husede Asserbohus en kostskole, hvor blandt andre advokat Knud Foldschack, sangeren og komponisten Knud "Sebastian" Christensen, koreografen, danseren og stifteren af Nordic Butoh School Anita Saij tidl. Andersen har gået, og Frank Petersen, kendt som Hanne Støvlbæks bedre halvdel. Lotte Tarp var elev ved skolen i fire år, og omtaler den i sin erindringsbog, Det sku' nødig hedde sig.
Fra 1978 var Asserbohus ejet af Tvind. Tvind drev en efterskole fra 1978 til 2004, på samme måde som de øvrige efterskoler Tvind driver.
I 2006 blev bygningerne sat til salg. I mart 2013 stod bygningerne stadig tomme. I 2014 blev Asserbohus solgt for 5,25 millioner kroner efter oprindeligt at være sat til salg for 25 millioner kroner.
2015 blev bygningerne alle revet ned for at give plads til ti sommerhuse på hver ca. 300 m2.

## Galleri
- Asserbohus, gavl
- Asserbohus, bagside